# غاري كوبر (موزع)
غاري كوبر (بالإنجليزية: Gary Cooper)‏ (و. 1968  م) هو موزع (موسيقى)، ومعلم موسيقى، وعازف بيانو، وعازف هاربسكورد بريطاني، يستخدم آلات بيانو.

## التعليم
تعلم في كلية نيو كوليج
.

## روابط خارجية
- غاري كوبر على موقع ميوزك برينز (الإنجليزية)
- غاري كوبر على موقع أول ميوزيك (الإنجليزية)
- غاري كوبر على موقع ديسكوغز (الإنجليزية)